# 菌輪

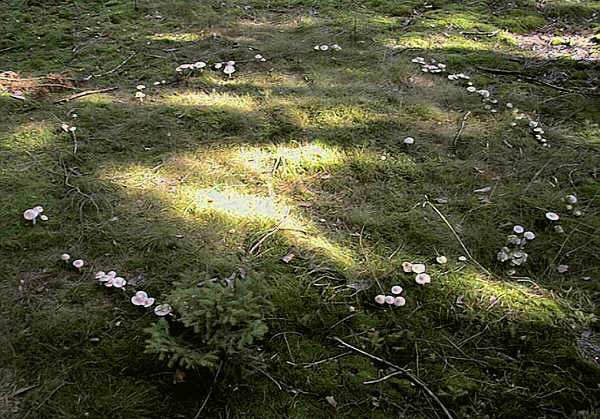
林の中の菌輪

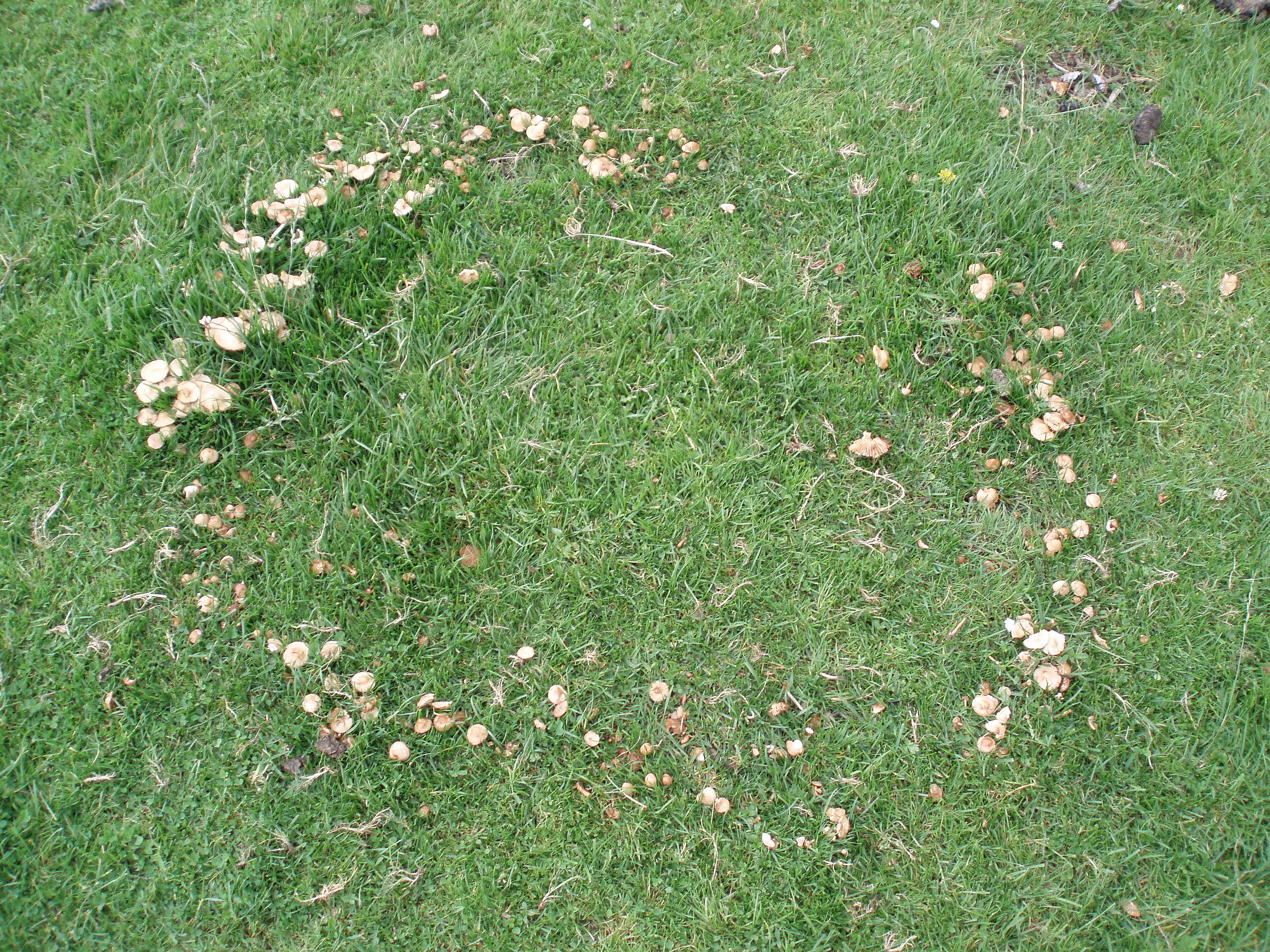
草地の菌輪

菌輪（きんりん）とは、キノコが地面に環状（あるいはその断片としての弧状）をなして発生する現象、あるいはその輪自体のことである。菌環（きんかん）とも呼ばれる。英語では "fairy ring"、"fairy circle"、"elf circle"、"pixie ring" など「妖精の輪」と表現される。
菌輪はときとして直径10m以上にもなり、構成している菌類が生育し続ける限り安定である。特に大きな菌輪では直径600m、菌体の総重量は100t、菌輪としての年齢は700歳にも達した例がフランスで報告されている。またイギリス南部では、ユキワリ（Calocybe gambosa）がやはり齢数百年の菌輪を形成したと報告されている。
菌輪は主に森林内の地上に見出されるが、草原や牧草地にもしばしば発生する。菌類の肉眼的な子実体（いわゆるキノコ）の配列として視認できるほか、草が環状に枯死したり、逆に草が徒長したりすることでも人目につく。このような菌輪が発生した地中には、構成菌の菌糸体が発達している。

## 発生
菌輪が形成される仕組みについては二つの説がある。一つは胞子が着生・発芽した地点から菌糸が放射状に伸び、古くなった中心部分から順に死滅していくことで周縁部分が環状に残る、というものである。そして気温や地温・水分・光などの条件が整うと、地中の菌糸から子実体が形成され、再び胞子が放出される。胞子の発芽から子実体が発生して菌輪が形成されるまでには、ときとして数年を要する。地中の菌糸は子実体を作るだけでなく、その場に生える草をしおれさせたり、変色させたりすることもある。このような菌輪を構成する菌糸の細胞間には隔壁が無いものもあり、その場合は菌輪全体が多核体、つまり多数の細胞核をもった巨大な糸状細胞となる。
二つ目の説は、日本におけるマツタケの生態調査の成果をもとに提唱されたものであり、菌輪はキノコの楕円形のコロニーが繋がってできたとするものである。このコロニーの連なりが弧や円を形成すると、コロニーは同心円状に拡大してゆく。
このような仕組みにより、菌輪は基本的なリング状をなす以外に、弧や二重弧・鎌型・その他の複雑な形状を成す。菌輪を形成するキノコはおよそ50種であると言われている。ひろく知られたものとしてはシバフタケ（Marasmius oreades）があり、英語で "fairy ring mushroom" と呼ばれている。

## 植物の枯死・徒長・異常成長

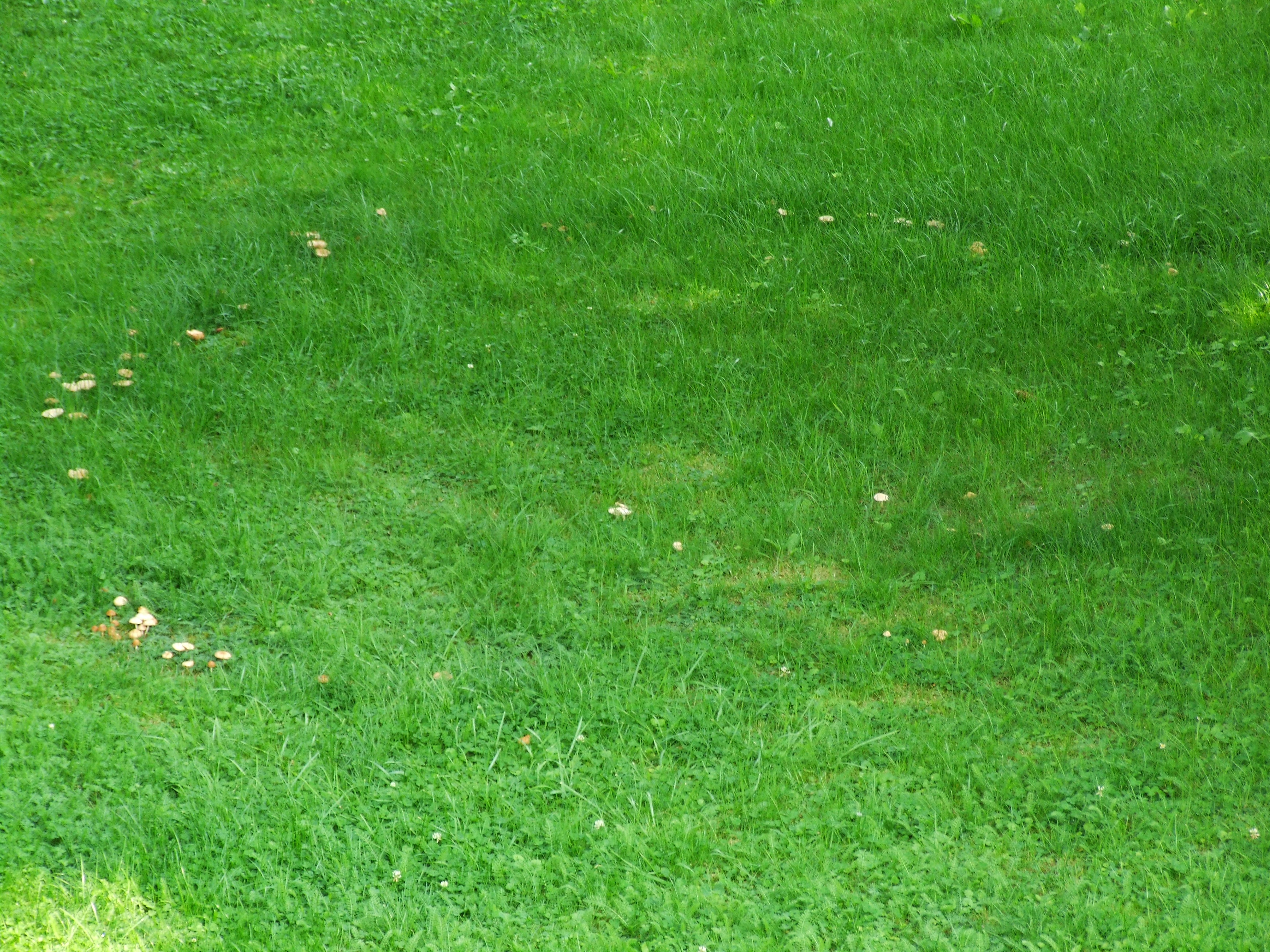
菌輪の形成に伴う芝の過生長

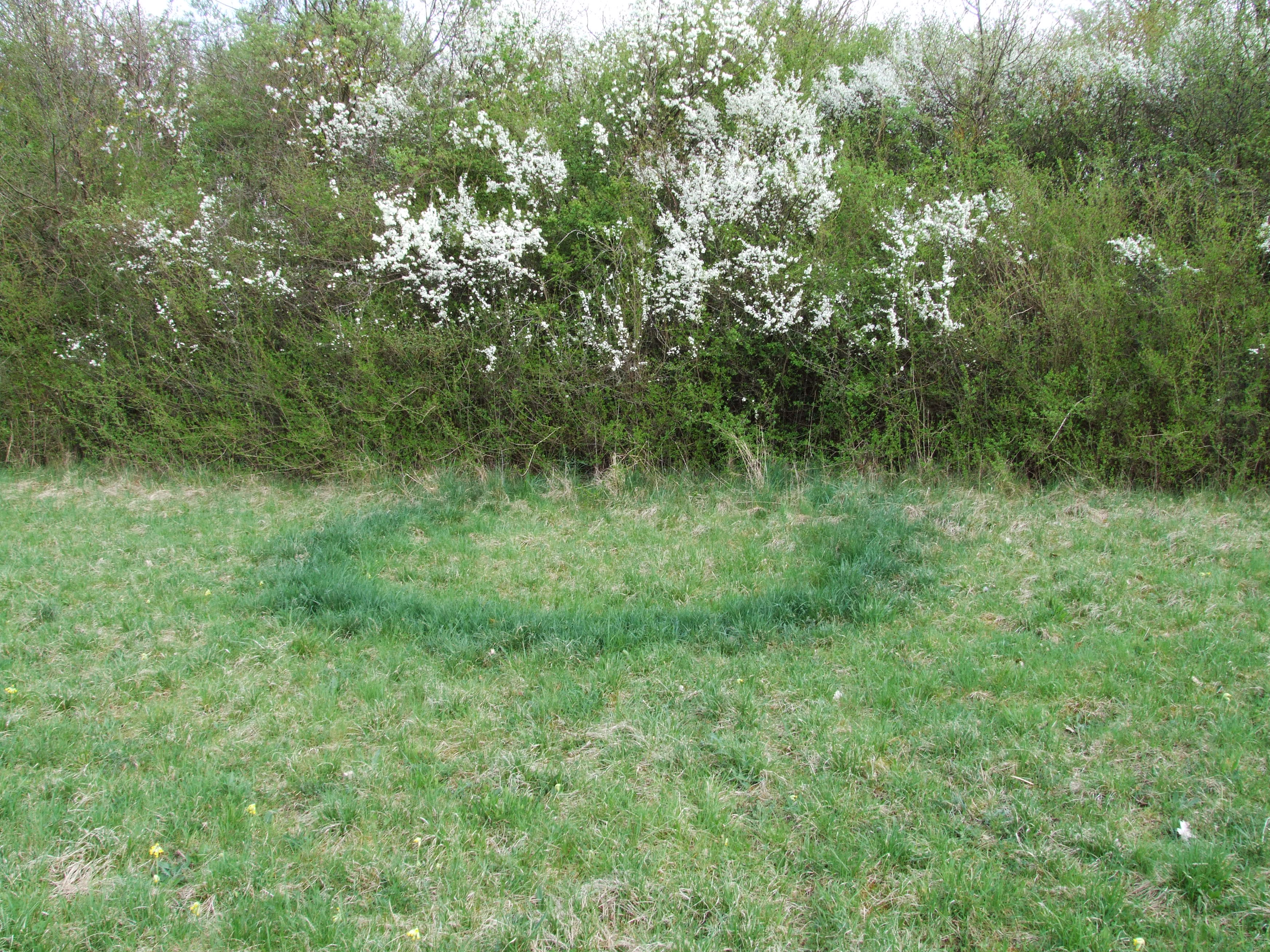
草原の妖精のリング

前述のように、地中に菌輪が形成されるとその上層の草が枯死し、それによって菌輪の存在が認識される事もある。これは、菌糸が草の根の表面を覆ってしまい、草が乾燥に耐えられなくなってしまうなどの理由による（菌の種類によっては、菌糸の表面に疎水性の物質を分泌するため）。他にも、菌類が土中の窒素源などの養分を使い果たしてしまうために草が変色する場合もある。
菌類の中には植物ホルモンの一種であるジベレリンを産生する種もあり、この場合は逆に菌輪の周囲の植物の生育が異常によくなる現象が見られる。しばしば菌輪を形成する性質を持つコムラサキシメジから発見された2-アザヒポキサンチン（2-Azahypoxanthine,構造）にも、植物の成長を促す性質があり、植物の成長促進剤として期待されている。

## 種類
菌輪には大きく分けて二種類のタイプがある。一つは「束縛型（tethered）」と呼ばれるもので、樹木の細根に依存して生育する菌根菌によって形成されるタイプである。一方草地に形成される菌輪の原因となる菌の多くは「自由型（free）」に属し、他の生物に連結してはいない。このような菌類は腐生菌と呼ばれる。付近の植物に対する影響は菌の種類によって異なる。例えばスミレホコリタケ（Calvatia cyathiformis）の場合は草の生長が促される。逆にカヤタケ属の一種 Clitocybe gigantea では草がしおれてしまう。

### 菌輪を作る代表的なキノコ
- Calocybe gambosa （ユキワリ）
- Clitocybe dealbata （カヤタケ属の一種）
- Clitocybe rivulosa （カヤタケ属の一種）
- Chlorophyllum molybdites （オオシロカラカサタケ）
- Chlorophyllum rhacodes （オオシロカラカサタケ属の一種）
- Marasmius oreades （シバフタケ）

## 神話や民話での扱い

### 伝承の中の菌輪
菌輪は Fairy rings と英語で表現される事からもわかる通り、各国の神話や民話の中に多く登場する。
イギリスの民話では、菌輪はエルフ・フェアリー・ピクシーといった妖精たちが輪になって踊り、草を踏み均した痕跡であると語られている。アイルランドの詩人であるウィリアム・バトラー・イェイツは菌輪についてこう記している。"...the fairies dance in a place apart, Shaking their milk-white feet in a ring,..."
幾つかの伝説では、菌輪のキノコにカエルが座って毒を撒くのだと伝えられている。従ってこれらのキノコは "toadstool"（カエルの腰掛け）と呼ばれている。他にサセックス州では "hag tracks"（魔女の足跡）、デヴォン州では妖精たちが馬を乗り回した跡であるなどと言われている。
スカンディナヴィアの民話では、菌輪は妖精や魔女のしわざだとして "älvdanser"、すなわち「妖精の踊り」「妖精の輪」「魔女の輪」などとされている。他のヨーロッパ諸国、例えばドイツでも "Hexenring"、フランスでは "Rond de sorcière" と綴られ、いずれも意味するところは「魔女の輪」である。このようは表現は、これらの輪は魔女の集会所を意味するという中世の考えに基づく。オーストリアではドラゴンの吐炎が地表を焦がしたものである、という多少異なった解釈がされている。このような民話はチェコ、スロバキア、ポーランド、ロシアなどの中欧・東欧各国にも存在しており、チェコでは "čarodějné kruhy"、ドラゴンの休息の場であると伝えられている。
もう一つのパターンとして、菌輪は妖精の世界への入り口であり、別の場所や過去・未来へ行き来できる扉であると解される場合もある。また、肌が荒れるという迷信から、若い女性は菌輪の草の露に触れてはいけないと言われる地方もある。

## 写真

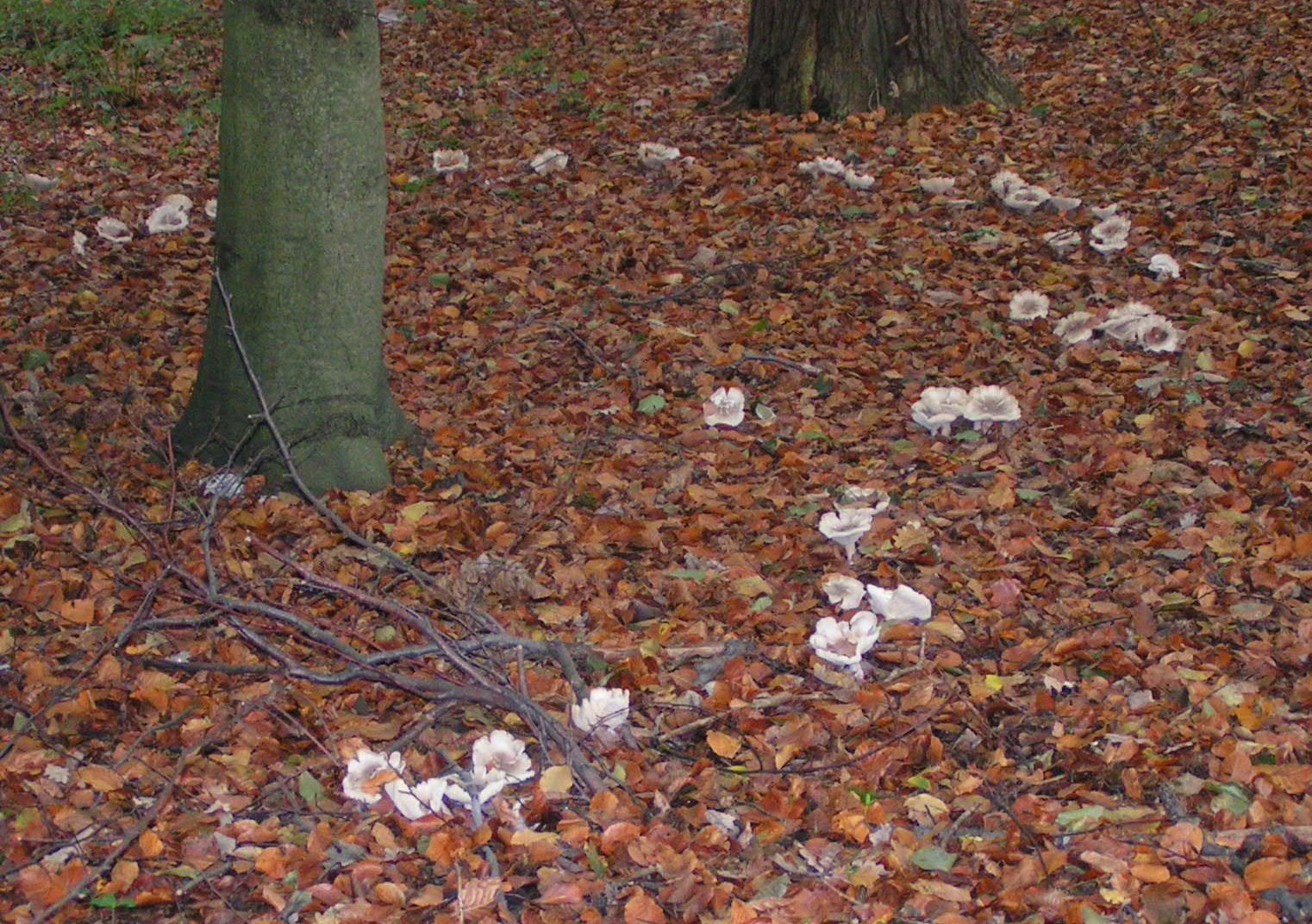
樹を取り囲む菌輪
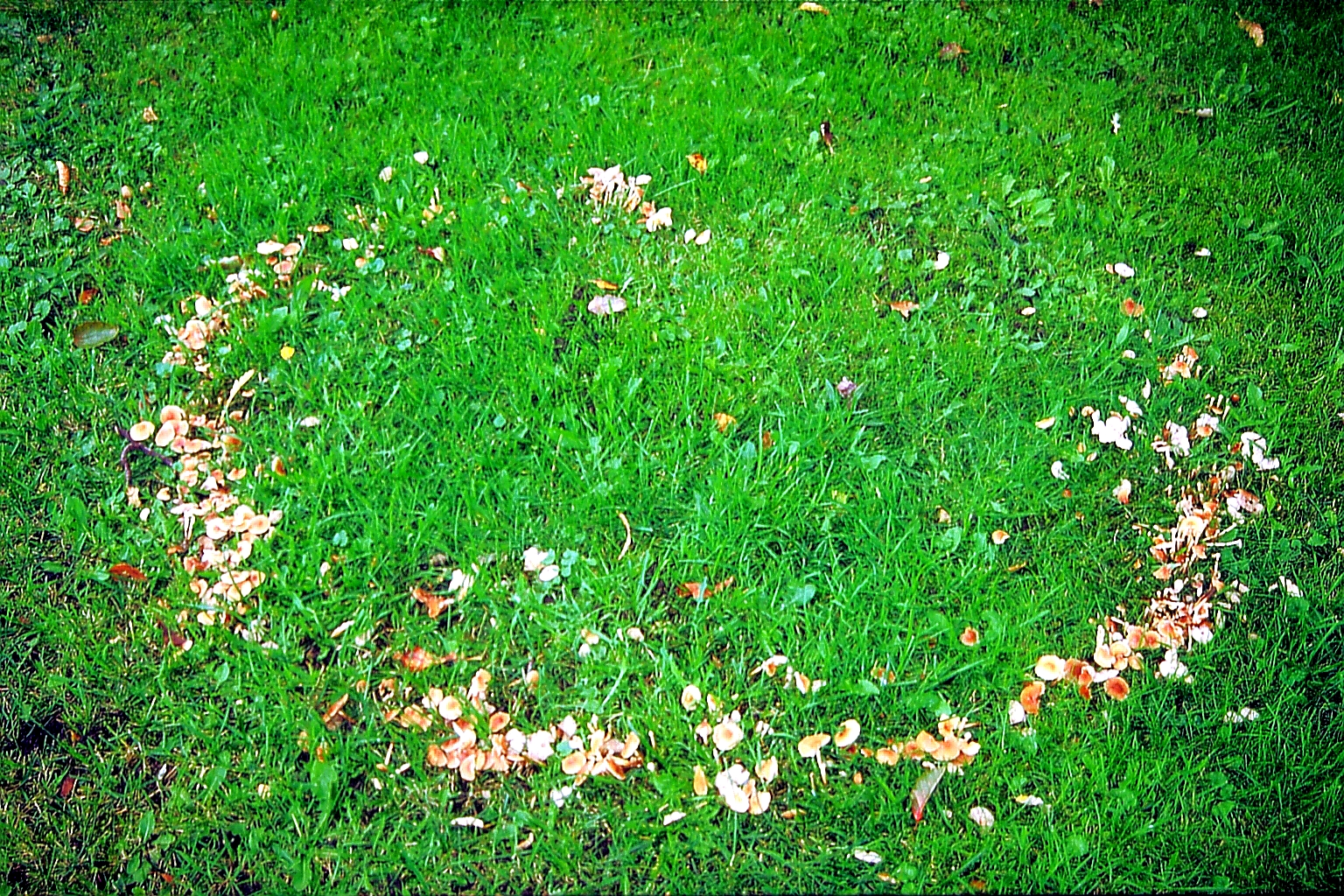
Chlorophyllum rhacodes の菌輪
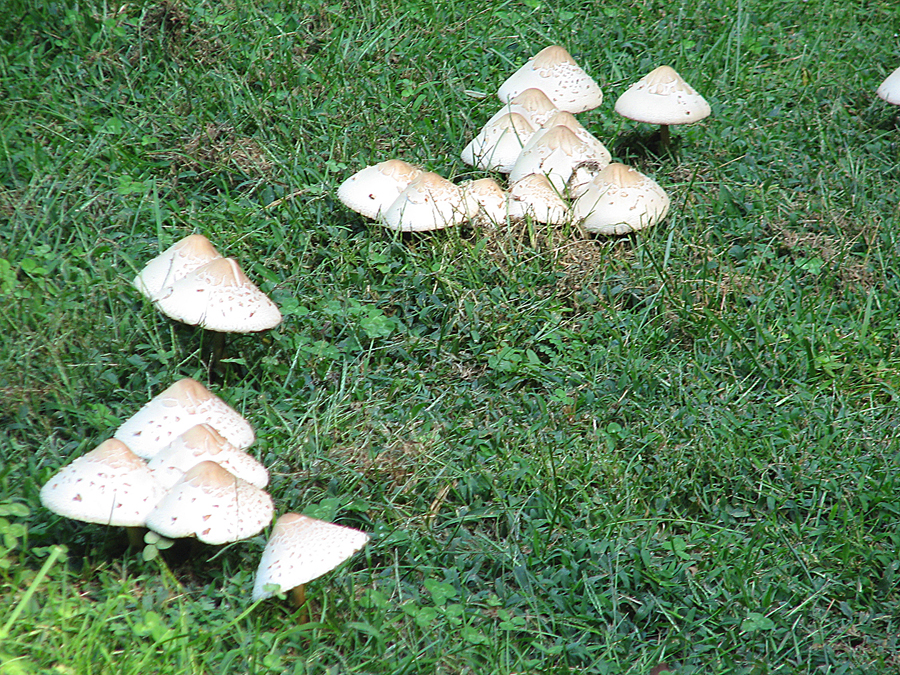
菌輪の拡大